# Vadim Bogijev
Vadim Vadim Iosifovitj Bogijev (ryska: Вадим Иосифович Богиев), född den 27 december 1970 i Tschinvali i Georgiska SSR i Sovjetunionen, är en rysk brottare som tog OS-guld i lättviktsbrottning i fristilsklassen 1996 i Atlanta.